# Unión Sindical Obrera de la Industria del Petróleo
La Unión Sindical Obrera de la Industria del Petróleo, o simplemente USO, es el sindicato de los trabajadores de la industria petrolera de Colombia y está afiliado a la Central Unitaria de Trabajadores de Colombia y a la Federación Unitaria de Trabajadores Mineros, Energéticos, Metalúrgicos, Químicos y de Industrias Similares. La USO es unos de los sindicatos más grandes del país y se ha opuesto firmemente a la privatización y "democratización" de la estatal ECOPETROL.

## Historia
Fue fundado en la ciudad de Barrancabermeja, durante las primeras huelgas de los obreros de la Tropical Oil Company en la década de 1920. Fue partícipe en la reversión de la concesión petrolera de la Tropical a la nación en 1948, forzando la salida de la "Troco" con una combativa huelga. De esta reversión surgió la Empresa Colombiana de Petróleos, ECOPETROL. 
Fueron importantes miembros de la USO Manuel Gustavo Chacón (dado de baja por miembros de la Armada Nacional de Barrancabermeja), Aury Sará Marrugo, Luis Eduardo Garzón, Gabriel Alvis Ulloque y Hernando Hernández Pardo. Su actual presidente es el dirigente Cesar Eduardo Loza Arenas.
La última huelga la realizó en abril de 2004 liderada por el entonces presidente del sindicato, Gabriel Alvis Ulloque, debido a las intenciones del gobierno de privatizar a ECOPETROL, con lo que la USO y sus afiliados lograron frenar esta acción antidemocrática por parte del presidente de la petrolera y el gobierno nacional.
Esta manifestación legítima de los trabajadores fue atropellada por parte de la fuerza pública y la administración de la empresa. Los primeros agrediendo a los trabajadores marchantes y la segunda ocasionó despidos injustificados de más de 300 trabajadores; que posteriormente tuvieron que ser reintegrados a petición de un tribunal de justicia. Acto seguido Isaac Yanovych, presidente de la Estatal Petrolera se manifestó públicamente diciendo que se harían los actos disciplinarios para volver a despedir a los compañeros, con esto vemos que no se acató la sentencia dispuesta por el organismo judicial.
La USO, contó con el apoyo de sectores sociales como la OFP (Organización Femenina Popular), la Iglesia encabezada por el Monseñor Jaime Prieto Amaya. Con esto se logró firmar un acuerdo en el que el gobierno se comprometía a no vender ni una acción de la empresa.
Pero 3 años después, el gobierno oficializó la venta del 20% de las acciones de la empresa argumentando falta de presupuesto, debido a las crisis del petróleo que se han vivido mundialmente.
Agregando que el sindicato ha sufrido grandes desafíos impuestos por el sector capitalista del país, pero que con ayuda de sus afiliados, de las organizaciones sociales nacionales e internacionales y la población ha salido adelante, siguiendo al frente por la defensa de los trabajadores y trabajadoras de ECOPETROL, así mismo por todos los sectores populares.